# Ервайн Робертсон
Ервайн Робертсон (англ. Irvine Robertson, 10 липня 1882 — 26 лютого 1956) — канадський академічний веслувальник.
Бронзовий призер Олімпійських Ігор 1908 року в складі вісімки.